# Триніше-Кунево
Триніше-Кунево (пол. Trynisze-Kuniewo) — село в Польщі, у гміні Боґути-П'янки Островського повіту Мазовецького воєводства.
Населення — 52 особи (2011).
У 1975-1998 роках село належало до Ломжинського воєводства.

## Демографія
Демографічна структура станом на 31 березня 2011 року:
|          | Загалом | Допрацездатний вік | Працездатний вік | Постпрацездатний вік |
| -------- | ------- | ------------------ | ---------------- | -------------------- |
| Чоловіки | 30      | 2                  | 23               | 5                    |
| Жінки    | 22      | 3                  | 10               | 9                    |
| Разом    | 52      | 5                  | 33               | 14                   |